# Capitão Astúcia
Capitão Astúcia é um filme de aventura brasileiro de 2025, dirigido por Filipe Gontijo a partir de um roteiro do próprio diretor em parceria com Eduardo Gomes e estrelado por Paulo Verlings, Fernando Teixeira e Nívea Maria.

## Premissa
O filme narra a história de Santiago (interpretado por Paulo Verlings), um ex-astro mirim que, após o auge precoce na televisão, enfrenta frustrações em sua carreira de pianista. Buscando escapar de um programa de revival que pretende resgatar seu antigo show na TV, Santiago decide se refugiar na casa de seu avô, Luís (vivido por Fernando Teixeira). Ao chegar, ele se depara com um senhor cheio de vitalidade e com um objetivo inusitado: tornar-se um super-herói chamado Capitão Astúcia. Inicialmente cético, Santiago gradualmente se envolve nas aventuras do avô. Juntos, eles embarcam em uma jornada que mistura realidade e fantasia, enfrentando desafios que os levam a redescobrir a si mesmos e a fortalecer os laços familiares. Enquanto Luís busca combater o vilão Akira Laser, um misterioso tocador de harpa dos anos 1980, Santiago encontra novas perspectivas sobre a vida e seu próprio papel nela.

## Elenco
- Paulo Verlings como Santiago
- Fernando Teixeira como Capitão Astúcia
- Nívea Maria como Dulce
- Yudi Tamashiro como Akira Laser
- André Amaro como Rogério
- Gleide Firmino como Marieta
- André Deca como Vigiador de carros
- Andrade Júnior como Guedes
- Lauro Montana como Vigia do Mirante
- Cássia Gentile como Dra. Maria do Carmo
- Alice Stefânia como Mãe

## Produção

### Concepção
A concepção de Capitão Astúcia nasceu da vontade de criar um super-herói genuinamente brasileiro, que dialogasse com a cultura nacional ao mesmo tempo em que incorporasse elementos de humor, poesia e surrealismo. O longa-metragem, dirigido por Filipe Gontijo e co-escrito em parceria com Eduardo Gomes, foi produzido de forma independente no Distrito Federal. Inspirando-se no clássico Dom Quixote, a narrativa transporta para o contexto brasileiro a jornada de um personagem obstinado que desafia a realidade em nome de seus ideais.

### Desenvolvimento
A construção estética do filme teve um papel fundamental na imersão do espectador. A direção de fotografia, conduzida por André Carvalheira, buscou equilibrar o realismo e os momentos de fantasia, criando um visual marcante. A trilha sonora original, composta por Sascha Kratzer e Rafael Maklon, complementou o tom emocional e aventureiro da narrativa. A montagem ficou a cargo de Eduardo Gomes e do próprio Filipe Gontijo, garantindo um ritmo dinâmico e fluído.
A direção de arte, assinada por Lia Renha, foi responsável por dar vida ao universo de Capitão Astúcia, concebendo figurinos, cenários e adereços que transitam entre o lúdico e o real. Um dos grandes diferenciais do filme foi a incorporação de sequências animadas, desenvolvidas pelo estúdio Lojinha de Filmes. Essas animações adicionaram camadas de profundidade à história e permitiram representar elementos fantásticos sem depender de efeitos especiais dispendiosos. O desenho de som, elaborado por Micael Guimarães da Ipê Amarelo Produções, foi pensado para reforçar a atmosfera imersiva da narrativa. Já a produção executiva ficou sob a responsabilidade de Érico Cazarré e Viça Saraiva, enquanto Larissa Rolim atuou como diretora de produção, coordenando a logística e a integração entre os diferentes departamentos.
Diante das limitações orçamentárias, a equipe precisou buscar soluções criativas para concretizar a visão do filme. O uso estratégico de locações reais reduziu custos e fortaleceu a identidade visual da obra. Além disso, a combinação entre os setores de arte e fotografia resultou em uma estética que mescla o cotidiano e o onírico, respeitando a essência do personagem-título. No fim, Capitão Astúcia se destacou como um exemplo de como o cinema independente pode reinventar gêneros e construir narrativas envolventes mesmo com recursos limitados.

### Filmagens
As filmagens ocorreram em Brasília, que, dentro do universo do filme, recebeu o nome de "Capital City". A equipe de produção enfrentou desafios comuns a projetos independentes, contando com um orçamento enxuto que exigiu soluções criativas. Para trazer autenticidade ao cenário, as gravações utilizaram locações reais da cidade, explorando sua arquitetura única e paisagens icônicas. Dessa forma, a própria capital se tornou um elemento narrativo essencial, reforçando a atmosfera fantástica e, ao mesmo tempo, próxima da realidade.

## Lançamento
Capitão Astúcia foi selecionado para o 18º Fantaspoa em 2022, um festival dedicado ao cinema fantástico. Posteriormente, integrou a programação do 29º Festival de Cinema de Vitória. Após sua participação em festivais, o filme estreou comercialmente nos cinemas brasileiros em 6 de fevereiro de 2025. Uma sessão especial de lançamento ocorreu em 11 de fevereiro de 2025 no Cine Brasília, contando com a presença do diretor, elenco e equipe de produção.

## Recepção

### Resposta da crítica
O filme Capitão Astúcia recebeu uma variedade de análises da crítica especializada, destacando diferentes aspectos de sua narrativa e execução. O portal Papo de Cinema elogiou a capacidade do filme de entreter através de uma dinâmica envolvente, ao mesmo tempo em que promove reflexões profundas por meio de diálogos sinceros e uma mise-en-scène honesta. A crítica ressaltou que a obra alcança o raro feito de divertir enquanto proporciona uma percepção compartilhada, que se efetua na leitura individual de cada espectador. O site Vertentes do Cinema observou que o filme captura arquétipos conhecidos para tentar criar algo novo, espelhando-se em "Dom Quixote". A crítica destacou a atuação de Fernando Teixeira como o avô aventureiro, representando uma quebra de paradigma do protagonista tradicional. No entanto, apontou que o filme parece alheio em sua adoração ao super-herói, sem explorar profundamente o que eles representam além da massificação cultural.
O Estadão comparou Capitão Astúcia a clássicos do cinema marginal brasileiro, como SuperOutro de Edgard Navarro e Meteorango Kid de André Luiz Oliveira. A crítica destacou a performance de Fernando Teixeira, descrevendo-o como um "Chapolim de Brasília" que conquistou o público do Festival de Vassouras. O filme foi elogiado por desconstruir a fórmula tradicional dos filmes de super-heróis, abordando questões sociológicas e percorrendo trilhas onde a exclusão é mais ativa do que o justiçamento.
O site Cenas de Cinema destacou a leveza de "Capitão Astúcia" em um mundo onde o que é bonito tem pouco valor. A crítica elogiou a forma como o filme, através de suas cores e aventuras entre realidades, traz ao público questões pertinentes sem deixar de fazer sorrir. A relação entre avô e neto foi apontada como central, expondo a contraposição entre personalidades e abordando temas como expectativas, liberdade e ousadia. No portal AdoroCinema, usuários destacaram o filme como emocionante e bem-feito, com um roteiro caprichado.

### Prêmios e indicações
| Ano  | Prêmio                                                              | Categoria                                                                    | Pessoa Nomeada                | Resultado |
| ---- | ------------------------------------------------------------------- | ---------------------------------------------------------------------------- | ----------------------------- | --------- |
| 2022 | Festival de Cinema de Brasília                                      | Melhor Filme (Júri popular)                                                  | Capitão Astúcia               | Venceu    |
| 2022 | Festival de Cinema de Brasília                                      | Melhor Trilha Sonora                                                         | Sascha Kratzer, Rafael Maklon | Venceu    |
| 2022 | Festival Internacional de Cinema de Balneário Camboriú              | Melhor Filme                                                                 | Capitão Astúcia               | Venceu    |
| 2022 | Encontro Nacional de Cinema e Vídeo dos Sertões                     | Melhor Filme                                                                 | Capitão Astúcia               | Venceu    |
| 2022 | Encontro Nacional de Cinema e Vídeo dos Sertões                     | Prêmio do Júri Popular                                                       | Fernando Teixeira             | Venceu    |
| 2022 | Encontro Nacional de Cinema e Vídeo dos Sertões                     | Melhor Ator                                                                  | Paulo Verlings                | Indicado  |
| 2022 | Encontro Nacional de Cinema e Vídeo dos Sertões                     | Melhor Fotografia                                                            | André Carvalheira             | Venceu    |
| 2022 | Vittorio Veneto Film Festival                                       | Melhor Longa-Metragem                                                        | Capitão Astúcia               | Venceu    |
| 2022 | Vittorio Veneto Film Festival                                       | Melhor Filme do Júri                                                         | Capitão Astúcia               | Venceu    |
| 2022 | Insólito Festival de Cine de Terror y Fantasía                      | Melhor Roteiro                                                               | Filipe Gontijo, Eduardo Gomes | Venceu    |
| 2022 | International Thai Film Festival                                    | Melhor Longa-Metragem                                                        | Filipe Gontijo                | Indicado  |
| 2022 | Festival de Cinema de Vitória                                       | Melhor Ator                                                                  | Fernando Teixeira             | Indicado  |
| 2023 | Orange County Film Festival                                         | Melhor Filme                                                                 | Capitão Astúcia               | Venceu    |
| 2023 | Orange County Film Festival                                         | Melhor Diretor                                                               | Filipe Gontijo                | Venceu    |
| 2023 | Orange County Film Festival                                         | Melhor Ator                                                                  | Paulo Verlings                | Venceu    |
| 2023 | Orange County Film Festival                                         | Melhor Ator Coadjuvante                                                      | Fernando Teixeira             | Venceu    |
| 2023 | Orange County Film Festival                                         | Melhor Fotografia                                                            | André Carvalheira             | Venceu    |
| 2023 | Festival de Cinema de Vassouras                                     | Melhor Ator                                                                  | Fernando Teixeira             | Venceu    |
| 2023 | V Festival Internacional de Cine de Calzada de Calatrava            | Melhor Roteiro                                                               | Filipe Gontijo, Eduardo Gomes | Venceu    |
| 2023 | Portugal International Film Festival                                | Melhor Longa em Língua Portuguesa (Best Feature Film in Portuguese Language) | Capitão Astúcia               | Venceu    |
| 2023 | FINDECOIN - Independent International Short & Feature Film Festival | Melhor Longa Narrativo                                                       | Capitão Astúcia               | Venceu    |
| 2023 | Festival de Cinema de Santos                                        | Melhor Diretor de Longa-Metragem                                             | Filipe Gontijo                | Venceu    |
| 2023 | Outdoor Film Festival                                               | Melhor Filme                                                                 | Capitão Astúcia               | Venceu    |
| 2023 | Outdoor Film Festival                                               | Melhor Diretor                                                               | Filipe Gontijo                | Venceu    |
| 2023 | Outdoor Film Festival                                               | Melhor Fotografia                                                            | André Carvalheira             | Venceu    |